# Nationalité malgache

Passeport Malgache

La nationalité malgache, est un attribut juridique qui lie toutes personnes physiques, ou morales originaires de la République de Madagascar à tous les droits et prérogatives attachés à cette nationalité, les citoyens, citoyennes, habitants et habitantes de Madagascar sont appelés Malgaches.
Le gentilé pour désigner un citoyen, ou une citoyenne originaire de la République de Madagascar est : malgache.

## Double nationalité
La Double nationalité est autorisée mais fortement limitée à Madagascar. Seules sont ainsi autorisées les cas de binationalité liées à des personnes naturalisées malgaches ayant conservé leur nationalité antérieure, ainsi qu'aux malgaches d'origine ayant acquis une autre nationalité de manière automatique, par filiation d'un citoyen d'un autre pays. Elle est en revanche strictement interdite aux malgaches d'origine qui voudrait acquérir volontairement une autre nationalité,,,,..
L'article 42 de l'ordonnance No 60 - 064 du 22 juillet 1960 dispose ainsi :  « Perd la nationalité malgache, le Malgache majeur qui acquiert volontairement une nationalité étrangère ».

## Acquisition de la nationalité
La nationalité peut être acquise à Madagascar à la naissance ou plus tard dans la vie par naturalisation.

### De naissance
Ceux qui acquièrent la nationalité à la naissance comprennent : 
- Enfants nés n'importe où d'un parent de nationalité malgache ;[8],[9] ou
- Enfants abandonnés ou orphelins découverts sur le territoire dont les parents sont inconnus et présumés malgaches.[10],[9].

### Par naturalisation
La naturalisation peut être accordée aux personnes qui ont résidé sur le territoire pendant une période suffisante pour confirmer qu'elles comprennent la langue malgache ainsi que les coutumes et traditions de la société. Les dispositions générales stipulent que les candidats doivent avoir une bonne moralité et une bonne conduite ; n'avoir aucune condamnation pénale avec une peine supérieure à un an ; avoir une bonne santé mentale et physique ; et peut être économiquement autosuffisant. Les candidats doivent résider dans le pays depuis cinq ans. Outre les étrangers répondant aux critères,   les  autres personnes pouvant être naturalisées incluent:
- Les adoptés peuvent choisir d'obtenir la nationalité malgache après avoir finalisé une adoption légale ;[13]
- L'épouse d'un mari malgache obtient automatiquement sa nationalité si elle devient apatride ; sur demande contraire, elle peut être accordée à la discrétion des autorités sans condition de résidence ;[14]
- Les enfants mineurs d'un Malgache naturalisé sont automatiquement naturalisés en même temps que le parent ; ou[14]
- Personnes qui ont rendu un service important à la nation sans répondre à d'autres exigences.[12]

## Perte de nationalité
Les ressortissants malgaches d'origine peuvent renoncer à leur nationalité s'ils sont autorisés à le faire par l'État.
Les ressortissants d'origine peuvent être dénaturalisés à Madagascar pour avoir volontairement acquis une autre nationalité, pour avoir servi un gouvernement étranger ou pour avoir participé à une activité comme voter, comme si l'on avait une autre nationalité.
Les personnes naturalisées peuvent perdre leur nationalité: si elles n'accomplissent pas les services militaire complet; en menant des actions contre les intérêts de l'État ; commettre des crimes graves, des actes déloyaux ou des crimes contre l'État ou la sécurité de l'État ; ou pour fraude, fausse déclaration ou dissimulation dans une demande de naturalisation.

## Les apatrides
Actuellement la loi malgache n’accorde pas la naturalisation aux apatrides, bien qu’ils soient nés et vivent à Madagascar. C’est le cas pour des milliers de karanes ou chinois ou autres qui vivent depuis plusieurs générations dans le pays. Dans l’imaginaire collectif, ces derniers appartiennent à une catégorie favorisée, ce n’est pourtant pas le cas pour tous,.

## Histoire

### Royaumes africains et premier contact avec l'europe (1500-1896)
Magaster, ou Madeigascar , a été connue pour la première fois par les Européens grâce aux voyages de Marco Polo au XIIIe siècle. L'île était habitée par des migrants arrivés vers 1000 après J.-C. de la côte Est de l'Afrique, de l'Arabie et de l'Indonésie et étaient impliqués dans les réseaux commerciaux opérant dans l'Océan Indien et le long de la côte africaine.
Le 10 août 1500, le navigateur portugais Diogo Dias aperçut l'île et lui donna le nom de "San Lorenzo"., Les Portugais débarquèrent en 1506 et tout au long du siècle, eux et les Néerlandais prirent le contrôle des routes commerciales arabo-swahili. Au XVIIe siècle, les Néerlandais et les Portugais furent supplantés par les commerçants britanniques et français. Les Français établirent une base commerciale à Fort Dauphin et commerçèrent à l'ouest avec les royaumes du Sakalava de Menabe et du Boina. Sur la côte est, le Confédération Betsimisaraka a mené des expéditions de raid dans les îles des Comores et dans les hauts plateaux du centre de l'Empire Merina prédominant, régnant au XVIIIe siècle sur les deux tiers du territoire du pays.
À la fin du XVIIIe siècle, Madagascar et ses dépendances s’étaient enrichies grâce à la traite négrière atlantique. Les conflits entre la France et la Grande-Bretagne à propos des Îles Mascareignes se sont intensifiés pendant les Guerres napoléoniennes (1803-1815), et en 1810, les Britanniques ont commencé à occuper les Mascareignes. Tentant de faire respecter l'interdiction britannique imposée à ses sujets de se livrer au commerce des esclaves, en 1817, la Grande-Bretagne offrit au dirigeant merina Radama Ier une compensation annuelle en espèces, ainsi qu'une assistance technologique pour développer un commerce alternatif.  La France a continué d'être influente sur les côtes est et ouest, tandis que la Grande-Bretagne se concentrait sur l'empire Merina et le centre du pays. Les dirigeants autochtones ont tenté d'équilibrer les influences des Européens pour éviter d'être subordonnés aux puissances extérieures. Lorsque cette politique échoua, en 1835, la reine Ranavalona Ire expulsa tous les Européens et l'interdiction dura jusqu'à sa mort en 1861.
En 1861, Marie Jules Dupré négocie un accord avec le successeur de Ranavolona, Radama II pour rouvrir le territoire aux Français. Un traité a été ratifié par le gouvernement français et a rétabli la Charte Lambert, qui avait accordé des privilèges spéciaux en matière de développement à Madagascar à Joseph-François Lambert et Dupré. Un traité secret, resté non reconnu par la France, reconnaissait la souveraineté française sur les territoires gouvernés par le peuple Sakalava. Lorsque Radama II fut assassiné en 1863, son successeur révoqua les traités. Incapable de réaffirmer son influence, en 1883, la France lança militairement une campagne connue sous le nom de Guerres Franco-Hova. En 1890, la Grande-Bretagne et la France sont convenues de reconnaître leurs revendications respectives sur le contrôle de Zanzibar par les Britanniques et de Madagascar par les Français. Antananarivo, la capitale de l'empire Merina, a été prise par les Français en 1895, et le dirigeant a accepté l'établissement d'un protectorat français sur Madagascar. 

### Colonie française (1896-1960)
Le 6 août 1896, Madagascar et ses îles dépendantes furent déclarées colonie française. En 1848, l'esclavage fut aboli dans tout l'Empire français.  et le Code Civil fut étendu à tous les citoyens français des colonies. En vertu du Code civil, les femmes étaient juridiquement incapables et l'autorité paternelle était établie sur leurs enfants., Lors du mariage, une femme épousé à un Français acquérait automatiquement la même nationalité que son conjoint. Les enfants illégitimes étaient exclus de l'héritage et la nationalité ne pouvait être transmise que par l'intermédiaire d'un père., Les ressortissants non-citoyens étaient régis par les lois traditionnelles concernant le mariage et l'héritage qui plaçaient le bien-être de la communauté avant les droits individuels. Ces lois empêchaient qu'une femme soit traitée comme une esclave, obligeaient son mari à subvenir à ses besoins et donnaient à sa famille le droit de percevoir une dot pour compenser la perte de sa fécondité pour leur groupe de parenté et garantir la légalité de l'union. Ayant payé le prix du contrat de mariage, elle et sa progéniture appartenaient au réseau de parenté de son mari et pouvaient être héritées en cas de décès de ce dernier. 
La loi sur la nationalité française de 1889 a codifié les lois statutaires antérieures, modifiant la norme française du jus sanguinis au jus soli, et a été étendue aux Antilles françaises. En vertu de cette loi, les femmes qui deviendraient apatrides en raison de la règle de l'acquisition de la nationalité de leur conjoint sont autorisées à conserver leur nationalité française lors du mariage. La loi sur la nationalité a été modifiée en 1897 lorsqu'elle a été étendue au reste des colonies françaises. Le décret de 1897 précise notamment que l'attribution de la nationalité par la naissance sur le territoire français ne s'applique qu'aux enfants nés en France, ce qui rétablit les exigences en matière de descendance pour les colonies.
En vertu du Code de l'indigénat (Code du statut autochtone) promulgué pour l'Algérie en 1881 et étendu à Madagascar et au Protectorat des Comores en 1901, les ressortissants des nouvelles colonies suivaient le droit coutumier., En 1908, les Comores sont devenues un territoire dépendant de Madagascar, avant de devenir une colonie distincte en 1914, mais elles ont continué à être administrées depuis Madagascar.,
En 1909, un décret a été publié déclarant que les personnes nées à Madagascar avant ou après l'annexion par la France étaient des sujets français ayant le statut d'indigène et régis par le droit coutumier malgache. Les autochtones ayant atteint l'âge de la majorité et souhaitant obtenir le statut de Français pour l'ensemble de leur famille pouvaient se faire naturaliser en acceptant de se soumettre à la loi française et en démontrant qu'ils parlaient couramment le français. 
Selon un décret de 1913, la qualité de sujet français des enfants nés à Madagascar ne peut être perdue du fait de l'obtention d'une autre nationalité, à condition que la France en donne l'autorisation. L'objectif de ce décret était de permettre à un enfant illégitime né d'une mère malgache et d'un père étranger de conserver la qualité de Français, même si la qualité du père était automatiquement accordée par sa nation. Les enfants nés de sujets français et de femmes indigènes malgaches se sont vu accorder la pleine nationalité française avec les droits de citoyenneté en vertu d'un décret de 1916.
Après la fin de la Première Guerre mondiale, la France a adopté une loi, le « Décret N° 24 » du 25 mars 1915, qui permettait aux sujets ou aux personnes protégées non-ressortissants et ayant établi leur domicile dans un pays territoire français d'acquérir la pleine citoyenneté, y compris la naturalisation de leurs épouses et de leurs enfants mineurs, en ayant reçu la croix de la Légion d'honneur, en ayant obtenu un diplôme universitaire, en ayant rendu des services à la nation, en ayant atteint le grade d'officier ou en ayant reçu une médaille de l'armée française, qui avait épousé une Française et établi une résidence d'un an ; ou qui avait résidé pendant plus de dix ans dans une colonie autre que son pays d'origine.,
En 1925, les Comores obtinrent une administration locale, même si elles étaient encore officiellement une province de Madagascar.,
En 1927, la France a adopté une nouvelle loi sur la nationalité qui, en vertu de l'article 8, supprimait l'obligation pour les femmes mariées d'acquérir automatiquement la nationalité d'un mari et à condition que sa nationalité ne puisse être changée que si elle consentait à changer de nationalité. Il permettait également aux enfants nés en France de femmes françaises nées dans le pays mariés à des étrangers d'acquérir leur nationalité auprès de leur mère.  Lorsqu'il a été mis en œuvre, il comprenait la Guadeloupe, la Martinique et la Réunion, mais n'a été étendu aux possessions françaises restantes pour les citoyens français qu'en 1928. ,  L'article 26 du décret de 1928 stipulait qu'il ne s'appliquait pas aux autochtones des possessions françaises sauf Algérie, Guadeloupe, Martinique et Réunion. Une décennie plus tard, l'incapacité légale des femmes mariées est finalement invalidée pour les citoyennes françaises.
À la fin de la Seconde Guerre mondiale, un statut publié le 7 mars 1944 accorde la citoyenneté française à ceux qui ont rendu des services à la nation, comme les fonctionnaires ou les personnes ayant reçu des distinctions. La Constitution de 1946 accordait la citoyenneté française à tous les sujets des territoires français sans avoir à renoncer à leur statut personnel d'autochtones., Selon ses termes, Madagascar et les Comores ont été officiellement séparées et classées comme territoires d'outre-mer au sein de l'Union française. En 1945, un nouveau Code de la nationalité française est voté, qui confère à nouveau automatiquement la nationalité française aux épouses étrangères de Français, mais permet aux mères de nationalité française de transmettre leur nationalité à leurs enfants né hors de France. 
Elle s'applique expressément à l'Algérie, à la Guyane française, à la Guadeloupe, à la Martinique et à la Réunion et a été étendue aux territoires d'outre-mer en 1953, mais, dans le cas de ces derniers, elle établit des distinctions en ce qui concerne les droits des personnes naturalisées.  Avec l'adoption de la Constitution française de 1958, les dispositions sur la nationalité ont été uniformisées pour la France, les départements d'outre-mer et les territoires d'outre-mer. 
L'article 86 excluait la possibilité d'une indépendance des colonies. La Constitution française a été modifiée en 1960 pour permettre aux États de rester membres de la Communauté même s'ils étaient des républiques indépendantes.

### Après l'indépendance (depuis 1960)
Le 26 juin 1960, Madagascar a obtenu son indépendance de la France et a accordé la nationalité à l'indépendance aux personnes ayant la nationalité française. Malgré l'importance de la population Karana, migrants indiens et pakistanais à Madagascar, seuls ceux qui avaient été naturalisés français pouvaient obtenir la nationalité ; ainsi, beaucoup sont restés apatrides. Aux termes du statut de la nationalité (ordonnance n° 60-064) du 22 juillet 1960, après l'indépendance, les enfants pouvaient obtenir la nationalité d'un père malgache si l'enfant était né légitimement ou si l'enfant était illégitime et que la mère avait une nationalité inconnue ; d'une mère malgache si l'enfant était illégitime ; ou de la naissance dans le pays si les deux parents étaient inconnus et susceptibles d'avoir été malgaches. Elle permet également aux enfants légitimes de mères malgaches et de pères étrangers ou aux enfants illégitimes de pères malgaches et de mères étrangères de se faire naturaliser avant d'atteindre leur majorité.  Les épouses étrangères obtiennent automatiquement la nationalité malgache lors de leur mariage. La naturalisation était discrétionnaire et fondée sur l'honorabilité et la santé, ainsi que sur l'assimilation à la culture nationale dominante.
Le 15 décembre 2016, un amendement (Loi n° 2016-038) a été adopté éliminant les inégalités entre les sexes interdisant la nationalité dérivée des mères. À partir de janvier 2017, en vertu du code modifié, les femmes pouvaient transmettre leur nationalité à leurs enfants. La loi n'a pas supprimé les inégalités entre les femmes et les hommes en matière de transmission de la nationalité à un conjoint, laissant en place des règles qui ne permettent pas au mari d'une femme malgache de bénéficier de dispositions préférentielles pour l'acquisition de la nationalité. L'amendement n'a pas non plus corrigé l'apatridie générationnelle des 400 000 Karana, estimés 70 000 à 120 000 Comoriens, environ 15 000 Chinois et environ 5 000 personnes d'origine arabe qui résident sur le territoire depuis l'indépendance. Depuis 1960, seules 1 600 personnes ont réussi à se faire naturaliser à Madagascar. ,

## References

### Citations
1. ↑  « Code de la nationalité malgache », sur citizenshiprightsafrica.org (consulté le 25 juin 2023).
2. ↑  Manby 2016, p. 74, 78.
3. ↑  « Madagascar : polémique sur la nationalité française du président Andry Rajoelina », sur Anadolu Agency, 21 juin 2023
4. ↑  « La polémique s’amplifie sur la nationalité d’Andry Rajoelina », sur Mayotte la 1ère (consulté le 26 juin 2023).
5. ↑  « Madagascar : la nationalité française présumée du président Andry Rajoelina provoque une crispation politique », sur TV5Monde, 22 juin 2023 (consulté le 28 août 2021)
6. ↑  Ordonnance n° 60 - 064 du 22 juillet 1960 portant Code de la nationalité malgache (J.O. n°111 du 23.07.60 p.1305)
7. ↑  Manby 2016, p. 6–7.
8. 1 2 3  Manby 2018, p. 99.
9. 1 2  Loi N° 2016-038 2017, p. 2.
10. ↑  Manby 2016, p. 51.
11. ↑  Manby 2016, p. 81, 91.
12. 1 2  Manby 2016, p. 91.
13. ↑  Manby 2016, p. 57.
14. 1 2  Manby 2016, p. 67, 91.
15. ↑  Manby 2016, p. 112.
16. ↑  Manby 2016, p. 110.
17. ↑  Manby 2016, p. 107, 110.
18. ↑  Le statut des apatrides à Madagascar, 7° p
19. ↑  Les Karanes de Madagascar toujours en attente de nationalité, lire en ligne
20. ↑  Oliver 1886, p. 2.
21. ↑  Allen et Covell 2005, p. lxiii, lxiv –lxv.
22. ↑  Oliver 1886, p. 3.
23. ↑  Herbermann 1913, p. Madagascar.
24. ↑  Allen et Covell 2005, p. lxv.
25. 1 2 3  Allen et Covell 2005, p. lxvi.
26. ↑  Campbell 1987, p. 398.
27. ↑  Campbell 1987, p. 398–399.
28. ↑  Allen et Covell 2005, p. 82–83.
29. ↑  The Quarterly Review 1896, p. 247.
30. ↑  Allen et Covell 2005, p. lxvii.
31. ↑  La revue trimestrielle 1896, p. 264.
32. 1 2  Flournoy et Hudson 1929, p. 281.
33. ↑  Adloff 1964, p. 125.
34. ↑  Cottias 2005, p. 236.
35. ↑  Niort 2007, p. 31.
36. ↑  Donner 1994, p. 207.
37. ↑  Niort 2007, p. 32.
38. ↑  Bertossi 2010, p. 3.
39. ↑  Dobkin de Rios 1968, p. 392.
40. ↑  Dobkin de Rios 1968, p. 392–393.
41. ↑  Saada 2012, p. 101.
42. ↑  Grandmaison 2006, p. 42.
43. ↑  Saada 2012, p. 103–104.
44. ↑  Merle 2002, p. 91, 93.
45. 1 2  Stewart 1999, p. 59.
46. 1 2 3  Walker 2019, p. 113.
47. ↑  Flournoy et Hudson 1929, p. 282.
48. ↑  Flournoy et Hudson  1929, p. 285.
49. ↑  Flournoy et Hudson 1929, p. 283–284.
50. ↑  Urban 2009, p. 215 –216.
51. ↑  Bousquet 1953, p. 602.
52. ↑  Semley 2014, p. 268, 282.
53. ↑  Camiscioli 1999, p. 53.
54. ↑  Camiscioli 1999, p. 57.
55. ↑  Plender 1974, p. 711.
56. ↑  Flournoy et Hudson 1929, p. 257.
57. ↑  Flournoy et Hudson 1929, p. 257, 268.
58. ↑  Camiscioli 1999, p. 56.
59. 1 2  André 2016, p. 101.
60. ↑  Opoku 1974, p. 151.
61. ↑  Dureysseix 2021, p. 111.
62. 1 2  Plender 1974, p. 713.
63. ↑  Plender 1974, p. 717–718.
64. ↑  Mugnier 2012, p. 192.
65. ↑  McInerney 2014, p. 182–184.
66. ↑  McInerney 2014, p. 183.
67. ↑  McInerney 2014, p. 184.
68. ↑  McInerney 2014, p. 185.
69. ↑  Equality Now 2021.
70. ↑  Examen périodique universel 2019, p. 4.
71. 1 2  Bertelsmann Stiftung 2020, p. 6.
72. ↑  McInerney 2014, p. 186.